# Reeks jeugdzonden
De reeks jeugdzonden is een stripcollectie uitgegeven door Dupuis in de jaren 70 en 80. Zoals de naam het aangeeft, gaat het om de eerste verhalen van bepaalde auteurs voor Dupuis. In deze reeks verschenen de volgende albums:
1. Robbedoes en Kwabbernoot - De erfenis (Franquin)
2. Robbedoes en Kwabbernoot - Radar de robot (Franquin)
3. Blondie en Blinkie - Blondie en Blinkie ontdekken de vliegende schotels (Jijé)
4. Paul Panter - Het Dodenmeer (Tillieux)
5. Baard en Kale - In Midden-Amerika (Will)
6. Poezekat - Poezekat en de Krompier (Macherot)
7. Blauwe Sperwer - De geheimzinnige vijand (Sirius)
8. Jakke en Silvester - U bent veel te goed! (Walthéry)
9. Blondie en Blinkie - Kamiliola (Jijé)
10. Joris Jasper - Het oog van Kali (Mitacq en Charlier)
11. Joris Jasper - De zwarte goding (Mitacq en Charlier)
12. Felix - het geval van de juwelen (Tillieux)
13. Jakke en Silvester - De Chinese puzzel (Walthéry)
14. Hallo Bizu (Fournier)
15. Blondie en Blinkie - Blondie en Blinkie in Mexico (Jijé)
16. Jakke en Silvester - De wraak van de Chinees (Walthéry)
17. Blondie en Blinkie - De blanke neger (Jijé)
18. Sandy - Beton in de woestijn (Lambil)
19. De musketiers - Schip in de mist (Mazel)
20. Joris Jasper - De schipbreuk van de Clarence (Mitacq)
21. Starter - Starter contre les casseurs (Jidéhem) - Niet vertaald.
22. Jakke en Silvester - Op het spoor van de Schorpioen (Walthéry)
23. Attila - Een hondebaan (Maurice Rosy)
24. Attila - Attila speelt tegen (Maurice Rosy)
25. Attila - De raadselachtige Z14 (Maurice Rosy)
26. Attila - Vliegspul voor Z-14 (Maurice Rosy)